# Matteo Jorgenson
Matteo Jorgenson (Walnut Creek, Estados Unidos, 1 de julho de 1999) é um ciclista profissional estado-unidense que compete com a equipa Movistar Team.

## Trajetória
Em 2018 estreia como profissional com a equipa estado-unidense Jelly Belly p/b Maxxis de categoria Continental. Depois desse ano, em 2019 chegou a Europa para unir ao conjunto amador francês Chambéry CF, equipa de formação do AG2R La Mondiale. Precisamente com esta equipa passou como stagiaire em agosto do mesmo ano. Dois meses depois, em outubro, confirmou-se que em 2020 daria o salto ao WorldTour depois de assinar por dois anos com o Movistar Team. Em novembro de 2020, depois de ter completado sua primeira temporada na equipa espanhola, anunciou-se sua renovação até 2023.

## Palmarés
Ainda não tem conseguido nenhuma vitória como profissional.

## Resultados em Grandes Voltas e Campeonatos do Mundo
| Corrida            | Corrida            | 2018 | 2019 | 2020 | 2021 | 2022 |
| ------------------ | ------------------ | ---- | ---- | ---- | ---- | ---- |
|                    | Giro d'Italia      | —    | —    | —    | 98.º | —    |
|                    | Tour de France     | —    | —    | —    | —    |      |
|                    | Volta a Espanha    | —    | —    | —    | —    | —    |
| Mundial em Estrada | Mundial em Estrada | —    | —    | —    | Ab.  | —    |

—: não participa
Ab.: abandono

## Equipas
- Jelly Belly p/b Maxxis (2018)
- AG2R La Mondiale (stagiaire) (08.2019-12.2019)
- Movistar Team (2020-)